# Nothoscordum sengesianum
Nothoscordum sengesianum är en amaryllisväxtart som beskrevs av Pierfelice Ravenna. Nothoscordum sengesianum ingår i släktet vaniljlökar, och familjen amaryllisväxter. Inga underarter finns listade i Catalogue of Life.